# Герб Халбакинского наслега
Герб муниципального образования сельское поселение «Халбакинский наслег»  Вилюйского улуса Республики Саха (Якутия) Российской Федерации.
Герб утверждён Решением Халбакинского наслежного Совета депутатов № 50 от 15 марта 2009 года.
Герб внесён в Государственный геральдический регистр Российской Федерации под регистрационным номером 6433.

## Описание герба
«В золотом поле с лазоревой выщербленной в один зубец оконечностью, обременённой тремя серебряными рыбами-карасями, зелёная кедровая ветвь с червлёными шишками, сопровождаемая вверху червлёным солнцем».

## Описание символики
«Щит герба разделён на два поля — золотую и лазоревую.
Золотое поле и ветки кедрового стланика символизируют природную особенность, показывают песчаные дюны (тукуланы), вблизи наслега находятся места, где растут кедровые стланики. Также золотой цвет знак богатства и благополучия.
Лазоревая острая конечность герба показывает, что наслег находится на стыке двух рек (Вилюй и Тюнг).
Серебряные караси на лазоревом поле — многочисленные озёра богатые рыбой.
Красный (червлёный) якутский национальный орнамент „Кун“ (Солнце) символ — дающего жизнь и тепло всему на земле».

## История герба
Первоначально в утверждённом 2 марта 2009 года гербе наслега стилизованное изображение солнца имело другой вид (см. рисунок).
Решением Наслежного совета от 15 марта 2009 года № 50 «Об утверждении Герба муниципального образования „Халбакинский наслег“ Вилюйского улуса РС (Я)» был утверждён окончательный рисунок герба, который подтверждён 23 декабря 2010 года Положением о порядке использования символики муниципального образования «Халбакинский наслег».